# 해미시 하딩
조지 해미시 리빙스턴 하딩(영어: George Hamish Livingston Harding, 1964년 6월 24일~2023년 6월 18일)은 아랍에미리트에 기반을 둔 영국의 사업가, 조종사, 탐험가, 그리고 우주 여행객이었다. 그는 액션 그룹의 설립자이자 아랍에미리트 두바이에 본사를 둔 국제 항공기 중개 회사인 액션 항공의 회장이었다. 활동적인 모험가인 하딩은 남극을 여러 번 방문했고, 2021년 3월 5일에는 2인 잠수정을 타고 챌린저 해연을 탐사했으며, 지구 일주 《기네스 세계 기록》을 깬 이후 2022년 6월 4일, 우주 로켓 기업 블루 오리진이 제작한 우주선을 타고 우주로 날아갔다.
2019년 7월 9일부터 11일까지, 하딩은 원 모어 오비탈의 미션 디렉터이자 승무원 조종사였으며, 두 곳의 지리적 극지를 항공기로 주파했고 지구를 가장 빠르게 주회한 비행 신기록을 세웠다.
하딩은 2023년 6월 18일 타이타닉 난파선의 잔해를 보기 위해 북대서양으로 출항했고 폭발한 잠수정 안에서 다른 4명과 함께 사망했다.

## 타이탄 원정 및 사망
하딩은 타이타닉의 잔해를 보기 위해 오션게이트 주식회사 소유의 선박이자 심해 잠수정인 타이탄에 탑승하고 있었는데, 2023년 6월 18일 수상 선박 MV 폴라 프린스와 연락이 끊겼다. 수색 구조 임무에는 미국, 캐나다, 프랑스의 물과 산소 지원이 포함되었다.
6월 22일, 타이타닉의 뱃머리에서 약 490미터(1,600피트) 떨어진 곳에서 잔해들이 발견된 후, 오션게이트는 하딩과 탑승한 다른 4명이 "유감스럽지만 사망했다"고 밝혔다. 이후 미국 해안경비대는 기자 회견을 통해, 엄청난 외부 압력에 의한 선체의 치명적인 손실로 잠수정의 잔해들이 흩어졌고, 결과적으로 재앙적 수준의 '내파' 또는 '압축파열'(catastrophic implosion)이 탑승자 전원의 사망을 초래했다고 확인했다.